# Andrés Matonte
 (février 2024).
Si vous disposez d'ouvrages ou d'articles de référence ou si vous connaissez des sites web de qualité traitant du thème abordé ici, merci de compléter l'article en donnant les références utiles à sa vérifiabilité et en les liant à la section « Notes et références ».
Andrés Matías Matonte Cabrera, né le 30 mars 1988, est un arbitre uruguayen de football.
Il appartient au groupe d'arbitres qui officie principalement dans le championnat uruguayen de première division. Depuis 2019, il peut également arbitrer des matchs internationaux.

## Biographie
Andrés Matonte est professeur d'éducation physique de métier et commence sa carrière d'arbitre en 2008 et fait ses débuts en Primera División uruguayenne en 2017.
Il est arbitre de la FIFA depuis 2019 avec une première apparition internationale lors du Championnat sud-américain U-17 de 2019 avec un arbitrage du match du tour préliminaire entre la Bolivie et le Venezuela. À l'automne 2020, il est l'arbitre principal d'un match de deuxième tour de la Copa Sudamericana entre CS Luqueño et CSD Defensa y Justicia. 
Il fait partie de la liste des arbitres retenu pour la Coupe arabe de la FIFA 2021 puis l'année suivante de la Coupe du monde de football 2022.